# BWT AG
La BWT AG (acronimo di Best Water Technology Aktiengesellschaft) è un'azienda austriaca che crea filtri con sede a Mondsee attiva nel campo dei sistemi di trattamento dell’acqua.
La compagnia ha centri di produzione a Mondsee, Schriesheim, Parigi ed Aesch, possiede numerose società controllate e una rete di distribuzione globale.

## Storia
L'azienda fu fondata in Germania da Johann Adam Benckiser nel 1823 con il nome di Benckiser Wassertechnik; dopo diverse fusioni e acquisizioni la compagnia fu acquistata nel 1990 da Andreas Weißenbacher con un management buyout. La BTW AG fu lanciata sulla Borsa di Vienna nel 1992. Il WAB Group è il principale azionista con circa il 20% delle azioni, mentre circa il 6% delle azioni è detenuto dalla compagnia.

## Sponsorizzazioni

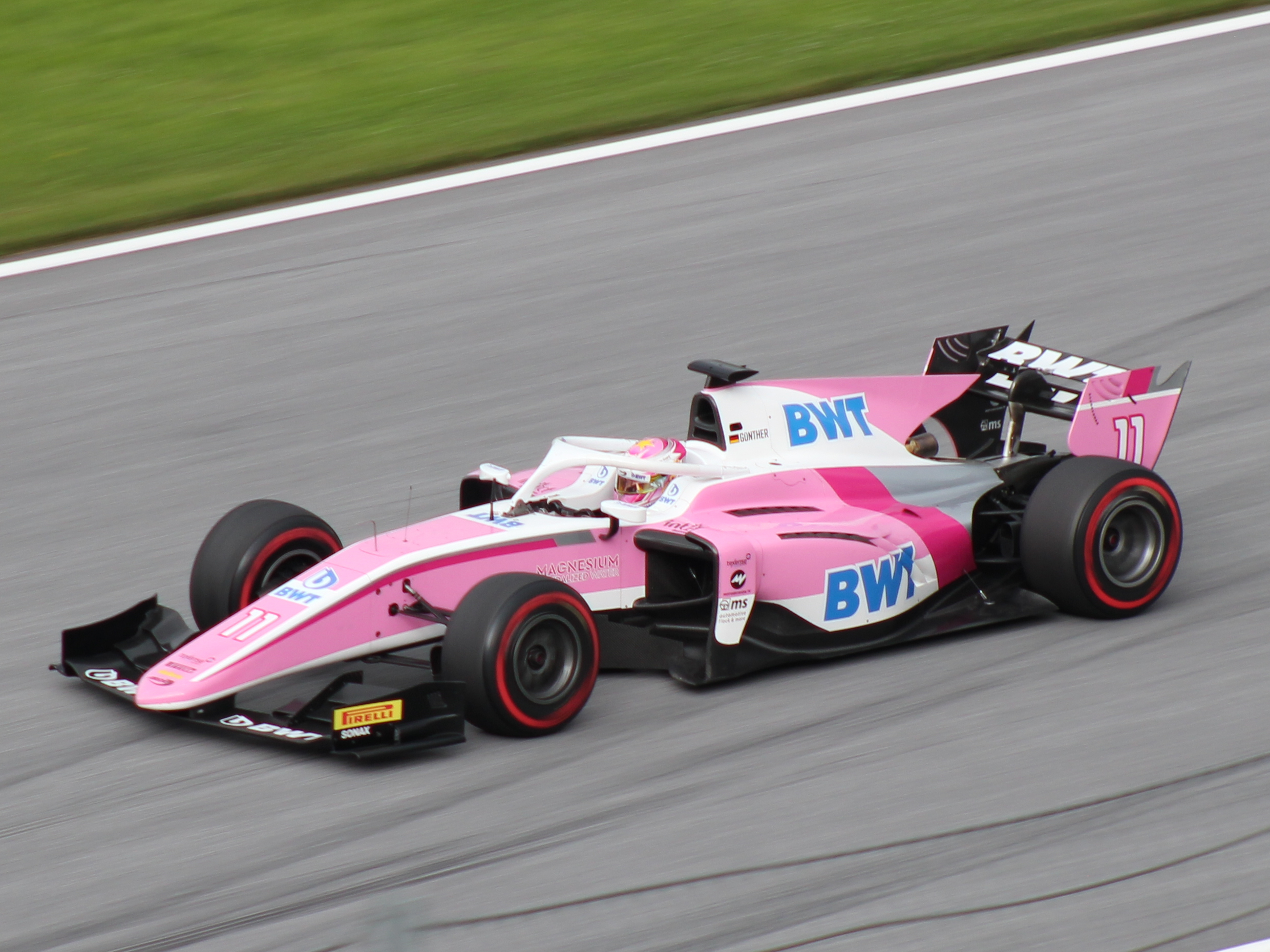
Günther in Austria nel campionato di F2 del 2018

La BWT è nota per le sue sponsorizzazioni nell'ambito degli sport motoristici; è stata infatti lo sponsor principale della scuderia di Formula 1 Force India nelle stagioni 2017 e 2018, continuando poi dal 2019 a sponsorizzare la nuova scuderia Racing Point, erede della Force India, comparendo anche nella denominazione dei motori, rimarchiati BWT Mercedes e nel 2020 ricopre anche il ruolo di title sponsor del team, ufficialmente rinominato BWT Racing Point F1 Team. Nel 2021 continua a sponsorizzare il team, che cambia denominazione in Aston Martin, perdendo però il ruolo da title sponsor, così dal 2022 passa a sponsorizzare la Alpine, che viene denominata ufficialmente BWT Alpine F1 Team. Tra le altre squadre sponsorizzate vi sono la Arden International in Formula 2, la Mercedes-AMG nel DTM (fino alla stagione 2017), la Mücke Motorsport attiva sia nel campionato ADAC GT Masters che nella Formula 4 tedesca e italiana e i team HTP Motorsport e MS Racing, che per la stagione 2018 dell'International GT Open collaborano formando una squadra unica. Nel campionato di Formula 3 europea 2017 la Prema guidata da Maximilian Günther è stata sponsorizzata dalla BWT in occasione della gara di Zaandvoort, assumendone i colori. Le vetture sponsorizzate dalla BWT si contraddistinguono per la caratteristica livrea rosa ad eccezione dell’Aston Martin nel 2021, la quale presenta solo una striscia rosa dedicata allo sponsor, e della Alpine, che presenta solo alcuni dettagli rosa, anche se nel 2022 e nel 2023 per i test prestagionali e le prime gare del campionato il team francese utilizzò una livrea totalmente rosa.